# Crypteffigies confusus
Crypteffigies confusus är en stekelart som först beskrevs av William Harris Ashmead 1902.  Crypteffigies confusus ingår i släktet Crypteffigies och familjen brokparasitsteklar. Inga underarter finns listade i Catalogue of Life.